# Cristóbal de Oldemburgo
Cristóbal, conde de Oldemburgo (c. 1504 - 4 de agosto de 1566) fue un conde alemán que llegó a ser regente de Dinamarca durante la guerra del Conde (1534-36), a la que da nombre.

## Biografía

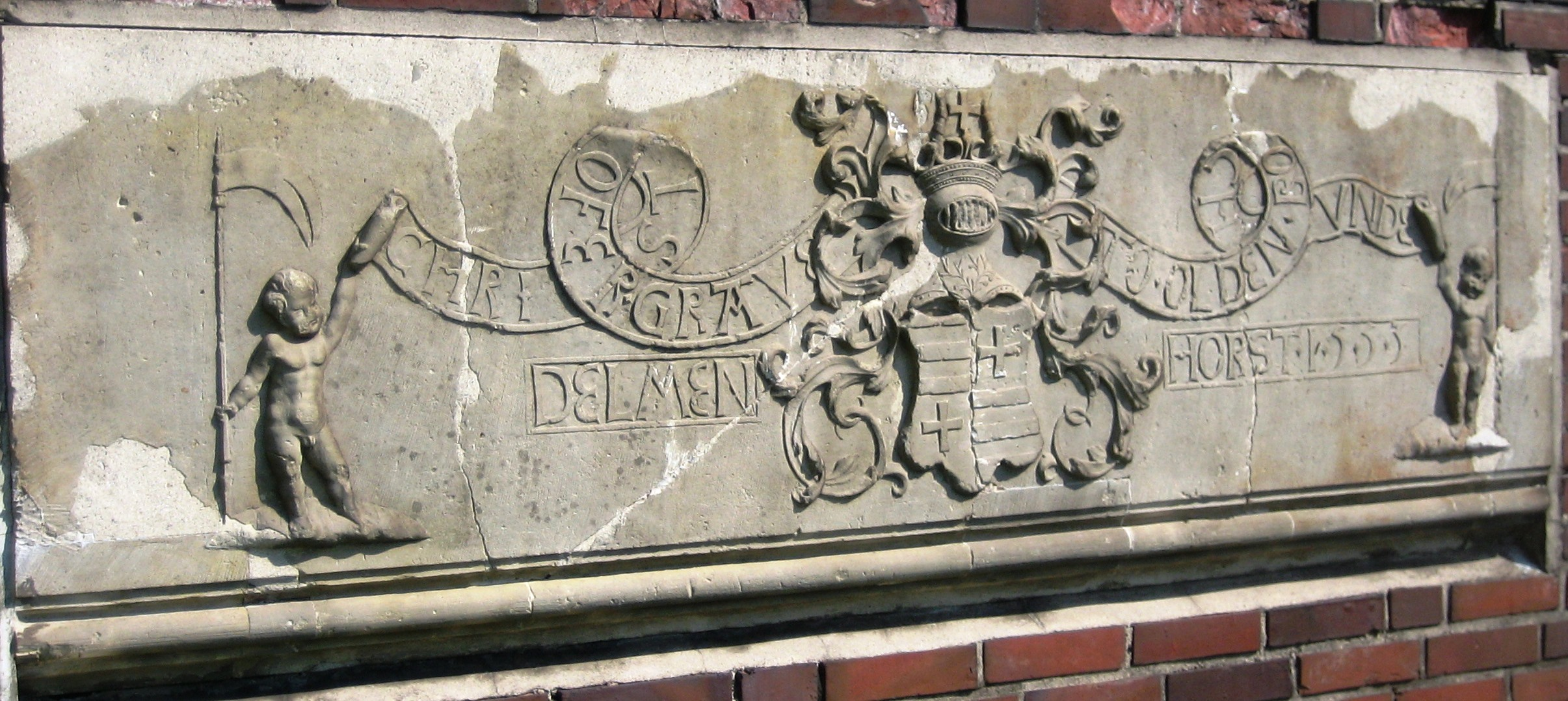
Escudo de armas de Cristóbal de Oldemburgo.

Era nieto de Gerhard de Oldenburg, hermano del rey Cristián I de Dinamarca. Fue educado para ser clérigo pero debido a problemas económicos escogió una carrera militar, participando en guerras en Alemania. Es descrito un "condottiere intelectual" poseyendo conocimientos del griego clásico pero aparentemente sin grandes talentos militares.
Como primo segundo tanto de Cristián II y Cristián III tenía intereses en la política escandinava. Cuándo estalló la guerra civil en Dinamarca en 1534 con la muerte de Federico I, Cristóbal, que se había convertido al protestantismo, fue contratado por Lübeck como dirigente militar de la alianza de campesinos daneses, Lübeck y protestantes unidos contra Cristián III y la nobleza danesa. El propósito formal de esta alianza era la restauración de Cristián II.

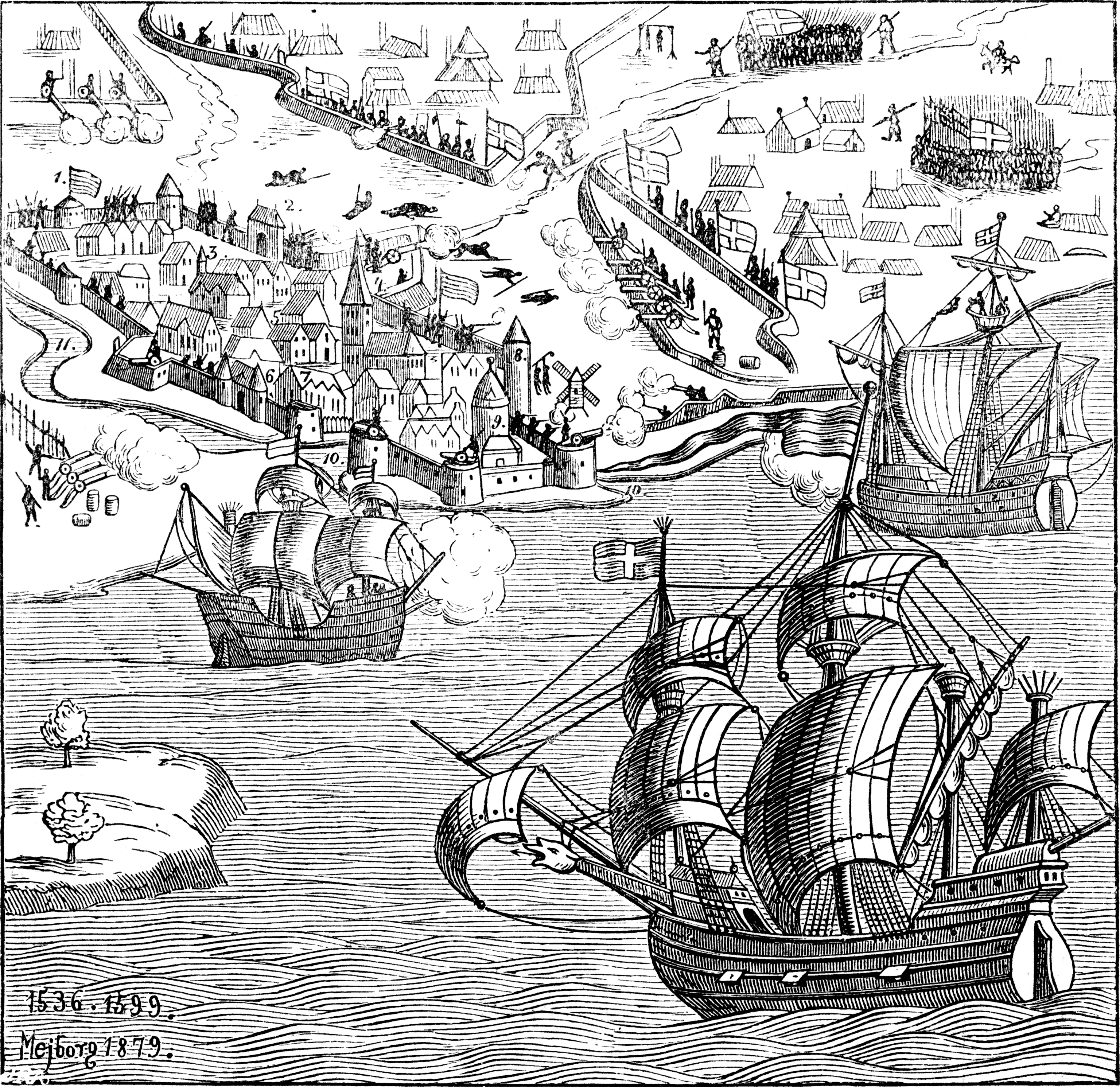
Sitio de Copenhague (1535-1536).

Después de un inicio prometedor en qué logró controlar Selandia y Escania con el título de regente y conquistó Funen, afrontó importante contratiempos y disputas entre sus aliados. Además, Lübeck implicó a Albrecht VII de Mecklenburg-Güstrow en la alianza al ofrecerle la corona danesa, lo que enemistó a ambos comandantes. Cristián III retomó entonces Jutlandia y Funen y la deserción de Escania significó el desmoronamiento de la posición de Cristóbal, que fue asediado en Copenhague en 1535-36 junto con su rival Albrecht hasta que ambos capitularon.
Después de su derrota regresó a Oldemburgo, interviniendo en guerras y luchas en Alemania del norte. Entre otras cosas, planeó una invasión en Suecia y apoyó la Liga de Esmalcalda. Durante sus últimos años vivió en un monasterio.